# Vlašim (stacja kolejowa)
Vlašim – stacja kolejowa w miejscowości Vlašim, w kraju środkowoczeskim, w Czechach. Znajduje się na linii 222 Benešov u Prahy – Trhový Štěpánov, na wysokości 390 m n.p.m..  

## Linie kolejowe
- 222: Praga – Benešov u Prahy